# NLX
NLX (англ. New Low Profile eXtended) — форм-фактор, стандарт типоразмеров основных узлов современных персональных компьютеров.
Создавался специально для низкопрофильных систем, причем основными целями разработчиков было обеспечение лучшего теплового режима компонентов и легкость обслуживания компьютеров. Ключевым элементом форм-фактора NLX является не системная плата, а выносная плата (аналогичная той, что используется в форм-факторе LPX). Она устанавливается перпендикулярно системной плате, причем кабель блока питания подключается непосредственно к ней (а не к системной плате). Как и в форм-факторе LPX, все устанавливаемые в слоты расширения адаптеры располагаются параллельно системной плате. На выносной плате монтируются также разъемы для подключения сигнальных кабелей накопителей на гибких и жестких дисках (обычно они располагаются на системной плате). Это означает, что при обслуживании компьютера, выполненного в стандарте NLX, нет необходимости отключать любые кабели от системной платы.
В задней части системной платы предусмотрена большая зона, в которой может быть размещено множество различных разъемов, предназначенных для подключения внешних устройств с расширенными функциональными возможностями: телевизионных и звуковых систем, джойстиков, MIDI-инструментов и т. д. Системные платы NLX были одними из первых, на которых появился порт AGP, предназначенный для повышения производительности видеосистемы компьютера. Процессор на системных платах NLX располагается в передней части системной платы (ближе к вентилятору), что улучшает условия его охлаждения.
В отличие от стандарта ATX, размеры системных плат NLX не является строго фиксированным. Для них определены только максимальные 9 «х13,6» (примерно 229x343 мм) и минимальные 8 «х10» (примерно 203x234 мм) размеры.